# آرغرية خملية
آرغرية خملية (الاسم العلمي: Argyreia strigillosa) هو نوع من النباتات يتبع جنس الآرغرية من الفصيلة ال	محمودية.